# Michaela Kaniber

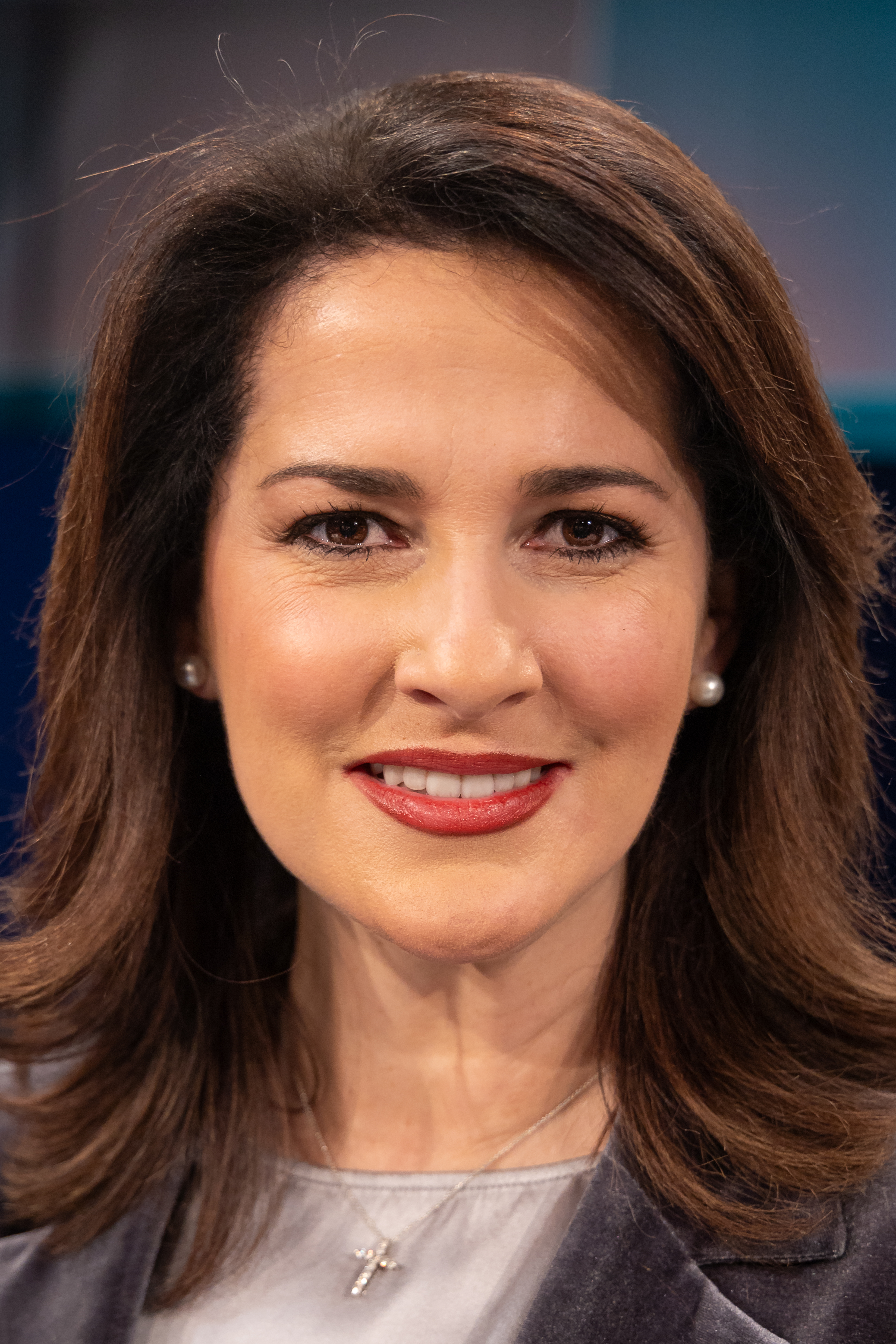
Michaela Kaniber (2024)

Michaela Kaniber (* 14. September 1977 in Bad Reichenhall, geborene Brekalo) ist eine deutsche Politikerin (CSU), seit 2013 Mitglied des Bayerischen Landtags und seit 2018 Landwirtschaftsministerin in der Bayerischen Staatsregierung.

## Leben
Kanibers Eltern kamen Ende der 1960er-, Anfang der 1970er-Jahre als Gastarbeiter aus Jugoslawien ins bayerische Bad Reichenhall, wo sie ein Gasthaus betreiben. Ihr Vater stammt aus Prisika (Bosnien und Herzegowina), ihre Mutter aus Aržano (Kroatien). Kaniber hat eine ältere Schwester und einen jüngeren Bruder.
Nach der Mittleren Reife an der Mädchenrealschule St. Zeno in Bad Reichenhall im Jahr 1993 absolvierte sie bis 1996 eine Berufsausbildung zur Fachangestellten für den steuer- und wirtschaftsberatenden Bereich. Von 1996 bis 2004 war Kaniber Angestellte einer örtlichen Steuerkanzlei, von 2005 bis 2013 arbeitete sie im Gastronomiebetrieb der Familie mit.
Kaniber lernte mit 17 Jahren einen Polizeibeamten kennen, den sie mit 20 Jahren heiratete. Ihre drei Töchter wurden innerhalb von fünf Jahren geboren. Kaniber ist römisch-katholisch.

## Politik
Nach einer Beschwerde über ein Kindererziehungsgesetz bei einem politischen Vertreter ihrer Region fragte sie dieser, ob sie Interesse an der Politik habe. Kaniber ist seit 2006 Jugendreferentin und seit 2008 Gemeinderätin in Bayerisch Gmain. 2011 bis 2013 war sie Vorsitzende des CSU-Ortsverbands Bayerisch Gmain, seit 2011 ist sie Kreisvorsitzende der CSU Berchtesgadener Land, deren Schriftführerin sie von 2007 bis 2011 war. Im gleichen Jahr wurde sie in den Bezirksvorstand der CSU Oberbayern gewählt. Seit 2014 ist sie Kreisrätin im Landkreis Berchtesgadener Land. Sie ist Mitglied der Frauen-Union und der Christlich-Sozialen Arbeitnehmerschaft.
Von 2008 bis 2013 war sie Stimmkreis-Referentin des Landtagsabgeordneten Roland Richter und kandidierte dann 2013 selbst für den Bayerischen Landtag; sie wurde mit 51,19 % an Erststimmen Richters Nachfolgerin im Stimmkreis Berchtesgadener Land. Sie war Mitglied der Ausschüsse für Arbeit und Soziales, Jugend, Familie und Integration sowie für Wissenschaft und Kunst. Außerdem war sie Mitglied der Enquete-Kommission „Integration in Bayern aktiv gestalten und Richtung geben“, Vorsitzende des Gefängnisbeirats der JVA Laufen-Lebenau sowie Mitglied des beratenden Kuratoriums zur Begleitung des Projekts Lernort Dokumentation Obersalzberg.
Am 21. März 2018 wurde sie vom bayerischen Ministerpräsidenten Markus Söder als Landwirtschaftsministerin ins Kabinett berufen. Bei der Landtagswahl am 14. Oktober 2018 holte sie erneut das Direktmandat im Stimmkreis Berchtesgadener Land und wurde am 12. November 2018 in ihrem Ministeramt bestätigt (Kabinett Söder II). Auch bei der Landtagswahl am 8. Oktober 2023 holte sie erneut das Direktmandat im Stimmkreis Berchtesgadener Land und wurde am 31. Oktober 2023 erneut in ihrem Ministeramt bestätigt (Kabinett Söder III). Zudem wurde ihr Ministerium um die Zuständigkeit für Tourismus erweitert.

## Ehrenämter
Bis 2014 war Kaniber Mitglied des Stadtkirchenrats der Pfarrgemeinschaft Bad Reichenhall. Sie ist Mitglied des Trachtenvereins Bayerisch Gmain und des WSC Bayerisch Gmain. Seit 2015 ist sie Vorsitzende des Kundenbeirats der Volksbank Raiffeisenbank Oberbayern Südost.
Im Jahr 2013 wurde Kaniber ins Kuratorium der Fachhochschule Rosenheim berufen. Sie engagiert sich seit 2014 als Stellvertretende Vorsitzende der Bayerisch-Kroatischen Gesellschaft für die Beziehungen zwischen beiden Ländern. Sie gehört dem Kuratorium Dokumentationsstelle Obersalzberg an und ist Landesvorsitzende des Bayerischen Kuratoriums für Alpine Sicherheit.